# فرنیو پلهم
فرنیو پلهم (به انگلیسی: Furneux Pelham) یک روستا و محله مدنی در بریتانیا است که در East Hertfordshire واقع شده‌است. فرنیو پلهم ۴٫۱۸ کیلومتر مربع مساحت و ۵۵۳ نفر جمعیت دارد.